# Herren von Böckingen

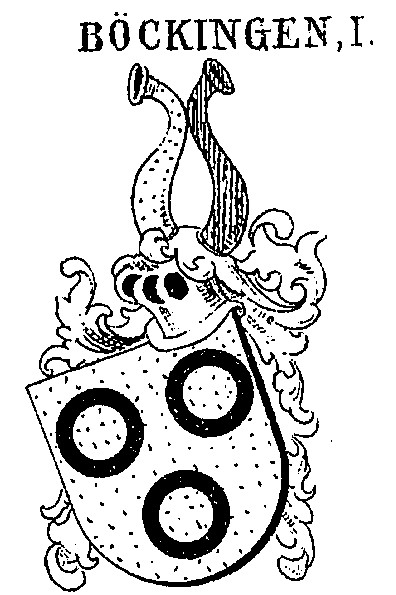
Wappen derer von Böckingen

Die Herren von Böckingen waren ein in die Ministerialität abgestiegenes Adelsgeschlecht in Böckingen. Die Familie verkaufte bereits 1341 einen Großteil ihrer Rechte in Böckingen an die Stadt Heilbronn, wodurch Böckingen zu Heilbronn kam.

## Geschichte

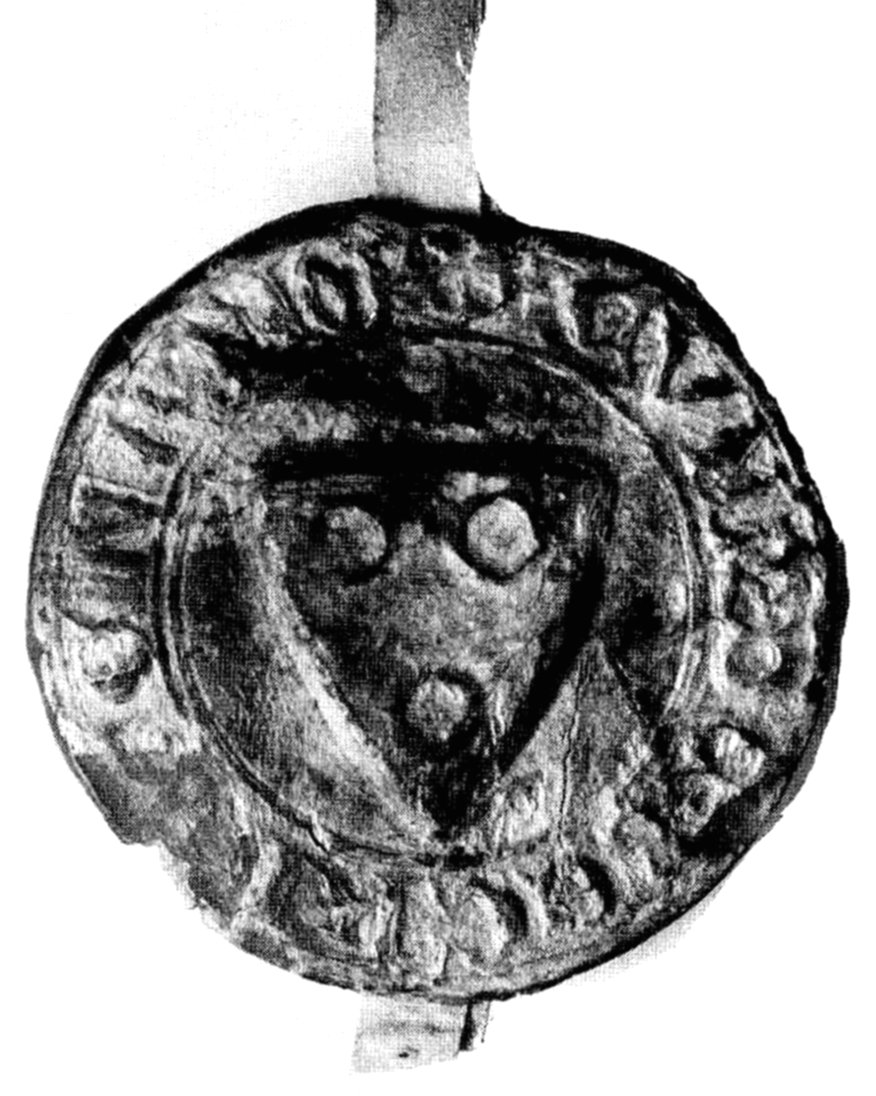
S CVNR DE BECKINGEN IVNIOR, Siegel Konrads II. von Böckingen aus dem Jahr 1297

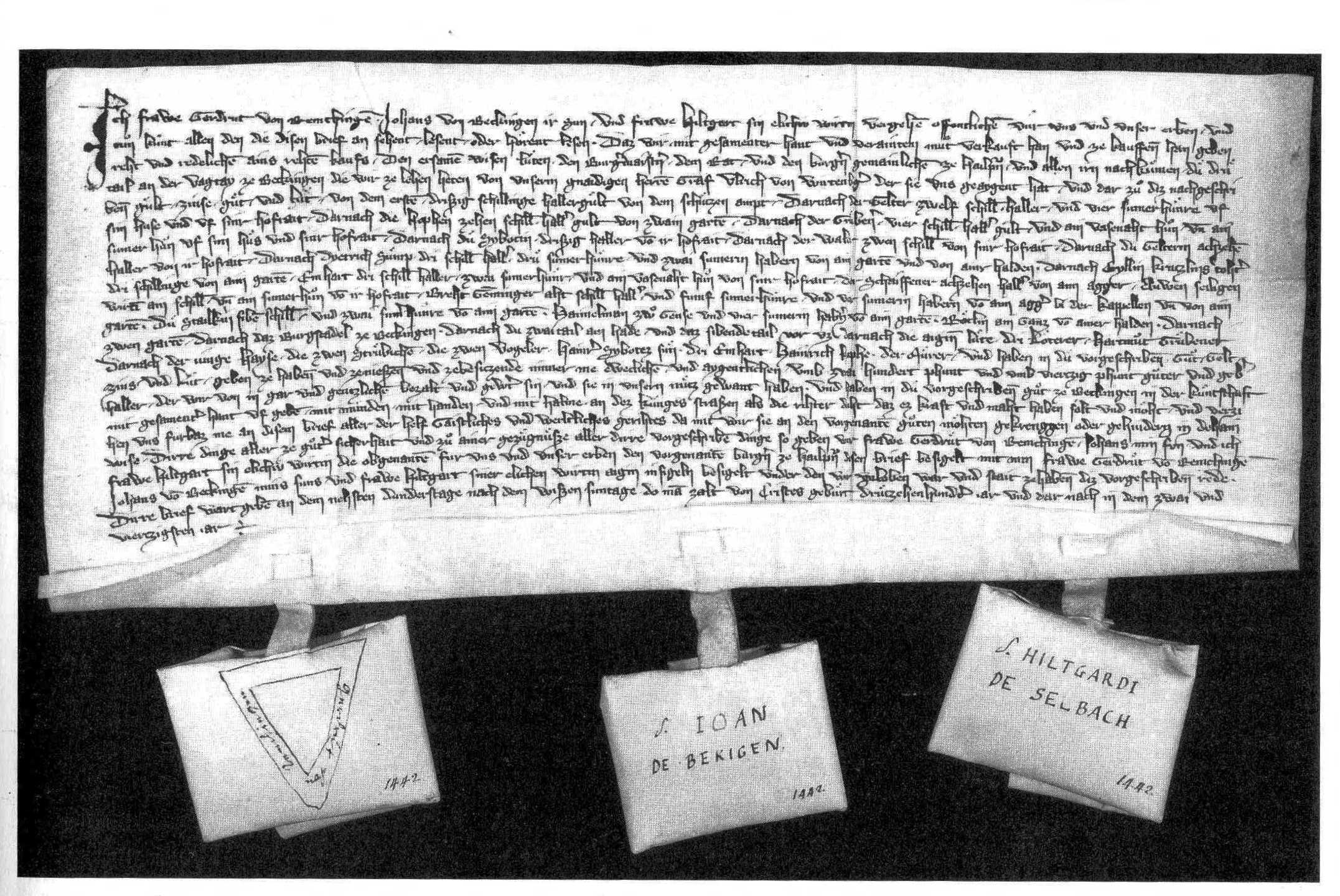
Gertrud von Remchingen, Johann von Böckingen und Hiltgard von Selbach verkaufen ihre Rechte in Böckingen im Jahre 1342 an Heilbronn

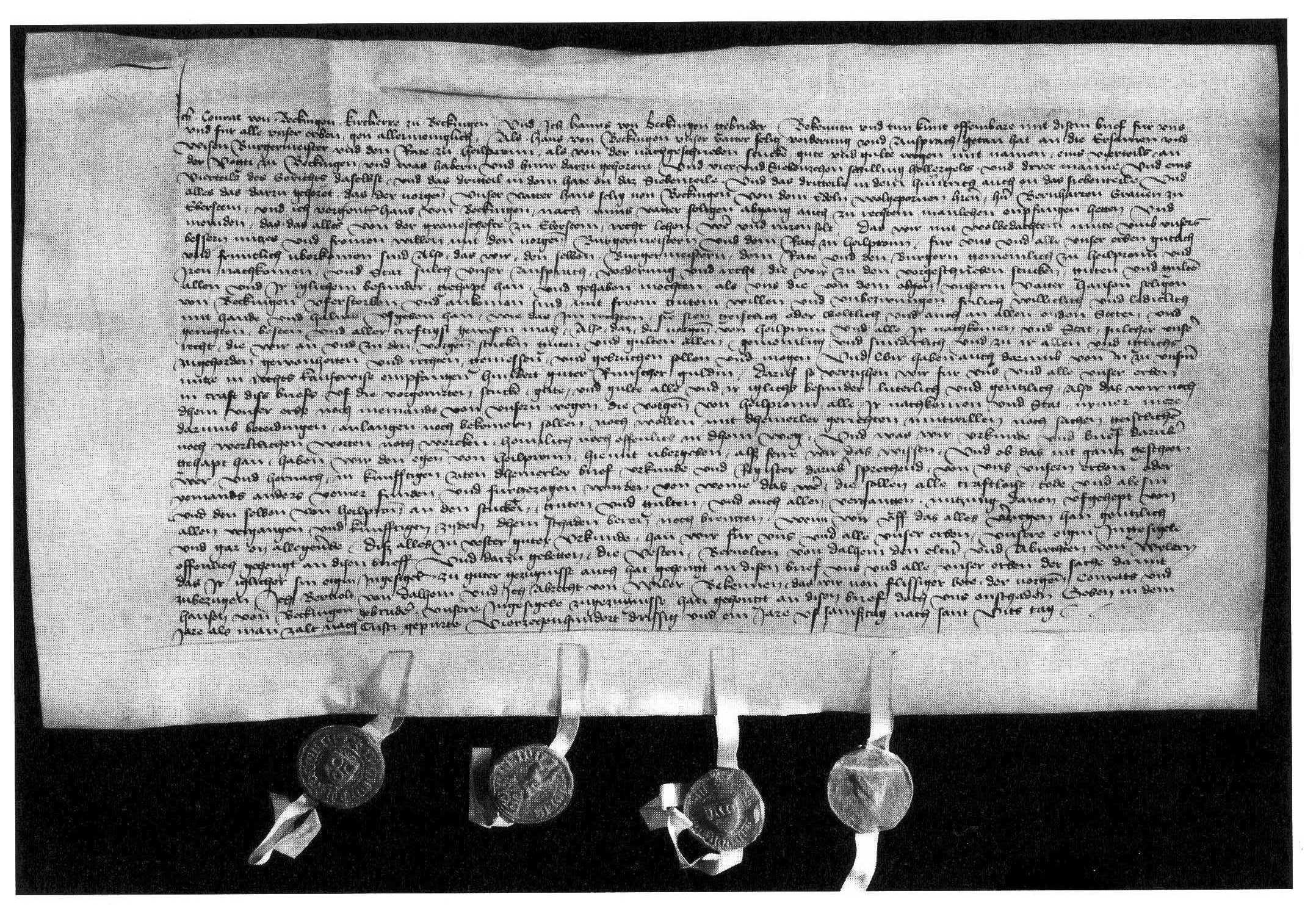
Konrad und Hans von Böckingen verkaufen ihre Rechte in Böckingen im Jahre 1431 an Heilbronn

Um 1140 wird im Hirsauer Codex mit einem Arnoldus von Bochinhen, der drei Höfe und einen Weinberg in Böckingen an das Kloster Hirsau stiftete, erstmals das Geschlecht derer von Böckingen erwähnt. Die nächsten sicheren Vertreter sind die Brüder Konrad I. und Heinrich I., die beide im späten 13. Jahrhundert genannt werden.
Die Burg Böckingen als Stammsitz der Familie befand sich vermutlich auf einer Anhöhe im Bereich der heutigen Hofstattstraße.
Über die genauen Macht- und Rechtegefüge der Herren von Böckingen gibt es nur vage Erkenntnisse. Sie waren Ministeriale im Dienst der Grafen von Calw. Nach dem Ende der Calwer Grafen im 13. Jahrhundert kamen die Rechte in Böckingen an verschiedene Hände: die Vogtei zum Teil an die Grafen von Eberstein, die kirchlichen Rechte an die Grafen von Zweibrücken-Bitsch, die ihre Rechte dem Ortsadel jeweils als Lehen gaben. Der im späten 13. Jahrhundert genannte Böckinger Vogt Konrad I. von Böckingen könnte die Vogtei jedoch auch als Lehen der Herren von Weinsberg gehabt haben, die auch früheren Calwer Besitz besaßen und als deren Siegler und Zeuge Konrad I. mehrfach erscheint. Im 14. Jahrhundert bestätigten dann die Grafen von Württemberg als Lehensherren den Verkauf von Teilen der Vogtei.
Ahnherr des Zweigs der Familie, die mit dem Tod von Eberhard II. von Böckingen (* 1526; † 1550) im Mannesstamm ausstirbt, ist Konrad II., der mit Gertrud von Remchingen (1297–1342) verheiratet war und mit einem Siegel aus dem Jahre 1297 (CVNR.DE.BECKINGEN.IVNIOR) in Erscheinung trat.
Die Witwe von Heinrich I., Margarethe veräußert am 8. August 1334 zusammen mit ihrem Sohn Heinrich II. (* 1310; † 1334) den Burgstadel in Neuheimberg an Kraft von Hohenlohe.
Am 21. Februar 1342 verkauften Gertrud von Remchingen (1297–1342) und ihr Sohn Johann II. (* 1333; † 1366) und dessen Ehefrau Hiltgart von Selbach, die 1295 im Rentenverzeichnis des Stifts St. Peter in Wimpfen erwähnte Burg (Burgstadel) des Ahnherren und Vogtes, Konrad I. (* 1279; † 1295) an die Stadt Heilbronn, gemeinsam mit drei Viertel der Vogtei zu Beckingen, die sie von Seiten des Grafen Ulrich von Wirtemberg als Lehen erhielten.
Die Witwe des Adelhelm (* ?; † 1347), Elsbeth von Böckingen und ihre Söhne, Kunz IV. und Johannes III. Edelknechte werden als Bürger zu Heilbronn erwähnt, als diese am 22. April 1347 Dinge an einen Bürger zu Heilbronn verkaufen.
Am 22. Juli 1384 verfügt König Wenzel, dass das Heilbronner Lad- und Eichamt als Lehen an Hans von Böckingen übergeht. Das Lad- und Eichamt zu Heilbronn wird wieder Gegenstand eines Prozesses, als Hans Sneyder von Böckingen von Kunz Fewer als Bevollmächtigter der Witwe Weikmar Lemlins verklagt wird und am 16. August 1387 Herzog Friedrich von Teck die Verhandlung entscheiden muss.
1385 verpfändet Hans von Böckingen die Hälfte der Söllinger Burg und ein Viertel der Ortschaft an seine Schwester Adelheid von Böckingen und seinen Schwager Ernst von Gültlingen.
Gegen den Markgrafen Bernhard I. von Baden geht Hans VI. am 16. September 1424 juristisch vor, wobei Gegenstand des Prozesses die Belehnung mit einem Lehen ist, das jedoch sein Vetter Hans noch innehat. Am 25. September 1425 entschieden die Schiedsrichter Rudolf von Schauenburg und das Mannsgericht von Baden, dass Hans sein Lehen behalten darf, wenn er beweist, dass er der rechtmäßige Erbe des Hans von Böckingen sei mit Ausnahme des wissenburgischen Söllingen.
1427 wird der Burgstadel nochmals erwähnt.
Hans V. (* 1424; † 1462) erhält am 8. April 1431 von Bernhard Graf zu Eberstein das Eberstein'sche Lehen mit dem Viertel von der Vogtei gemeinsam mit weiteren Rechten und Gütern in Böckingen, welche bereits der Vater Hans IV. (* 1371; † 1410) als Mannlehen innehatte. Die Ortsadligen Conrat von Beckingen Konrad VI. (* 1431; † 1459), Kirchherr zu Beckingen und Hans von Beckingen Hans V. (* 1424; † 1462) verkauften am 16. Juni 1431 ihre von ihrem Vater Hans IV. (* 1371; † 1410) geerbten Ansprüche auf das letzte Viertel des Eberstein'sche Lehen, Vogtei und Gericht, Gülten, Güter und Leibeigene an die Reichsstadt Heilbronn. Als die Erbtochter Agathe von Böckingen Georg Christoph vom Holz heiratet, erhält das übriggebliebene Eigentum Agathes Ehemanns.
Im Jahr 1430 wird auf den Namen eines Klaus Renner ein Erblehensbrief für das Kloster Schöntal ausgestellt. Am 22. Februar 1454 verpflichten sich Klaus Renner und seine Frau Elisabeth von Böckingen dem Pfarrer Konrad Gleser 22 Malter Frucht zu übergeben, in der Zeit, in der sie die Wittumsgüter von Konrad von Böckingen haben. Renner gehört 1459 einem zwölfköpfigen Kreis von Richtern an. Conrat von Beckingen Konrad VI.(* 1431; † 1459), Kirchherr zu Beckingen, gibt 1458 Bet für seine Schwieger- und seine (eigene) Tochter, die Rosenbergerin.
Margarete Renner (* 1475; † 1535), wurde als Tochter von Elisabeth von Böckingen und von Klaus Renner in einem Haus an der Stedinger Straße, dem Hof Rosenberger, geboren.
Am 11. November 1459 übereignen Konrad VII. und seine Frau Guettlin an das Karmeliterkloster zu Heilbronn 2/6 des Weinzehnten am Wartberg und 1/6 des Weinzehnten zu Böckingen, das von Konrad VI.(* 1431; † 1459) dem Vater des Konrad VII von seinem Bruder Berthold d. Älteren (* 1452; † 1459) erworben wurde.
Durch die Heirat von Agatha von Böckingen (* 1551; † 1568) mit Georg Christoph vom Holtz wurde die Familie vom Holtz Kirchenherr in Böckingen, während die Reichsstadt Heilbronn nur Landes-, Gerichts und Leibherr in Böckingen war. Die Kirchenherrschaft zu Böckingen war jedoch nur das Lehen der Grafen von Zweibrücken, wobei das Lehen später durch Vererbung an die Grafen von Hanau-Lichtenberg, dann an Christoph Friedrich von Dagenfeld, dann an den Oberkriegskommissar Baron von Schell, dann an den preußischen Hofrat Daniel Heinrich von Frederking kam. Die Witwe des preußischen Hofrats, Johanna Sidonia Elisabetha von Frederking, verkaufte 1728 das Lehen an den Baron Eberhard Maximilian vom Holtz, womit die Familie vom Holtz wieder Kirchenherrn von Böckingen wurden. 1733 konnte Maximilian vom Holtz das Lehen sogar als Eigentum erwerben. 1736 kaufte Heilbronn die Kirchenherrschaft von Maximilian vom Holtz für eine Kaufsumme in Höhe von 8.500 fl.

## Stammbaum der Herren von Böckingen

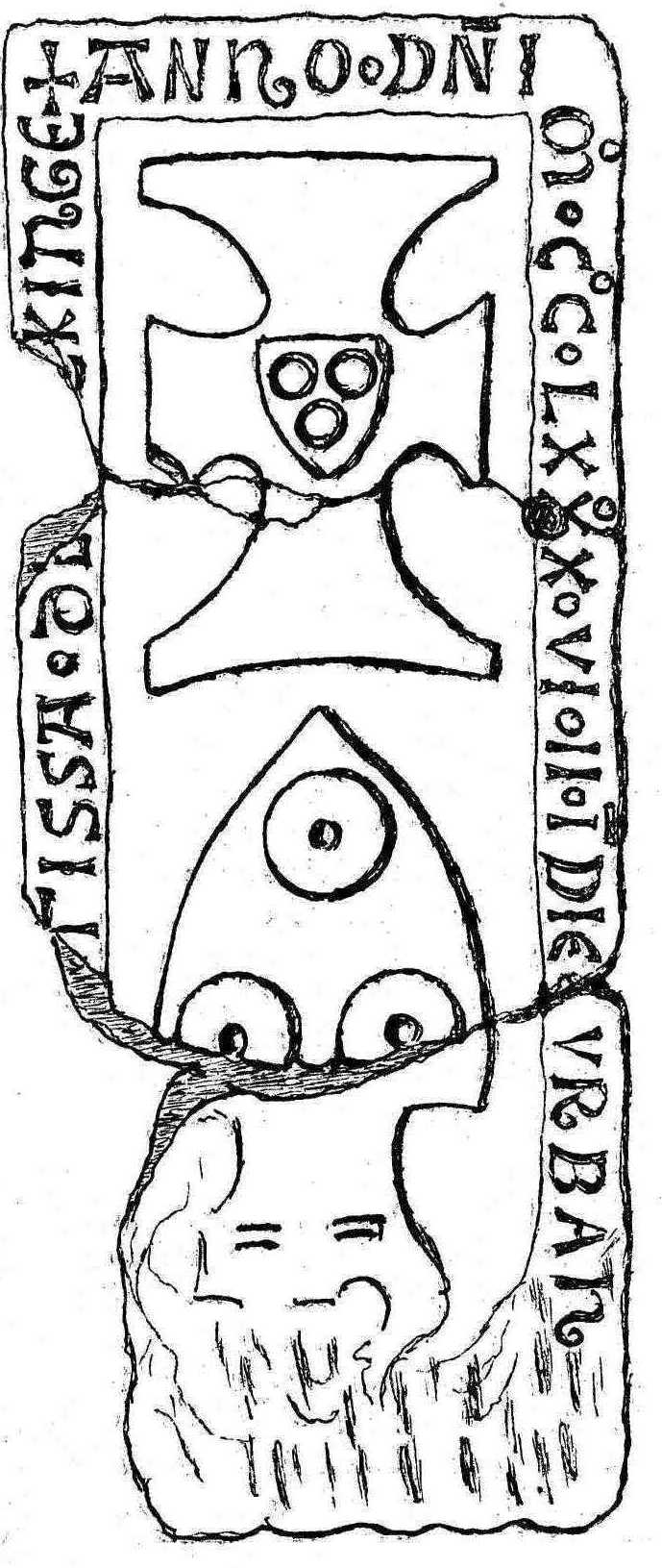
Grabplatte aus dem Kloster Böckingen von 1288 im Jahre 1900 mit folgender Inschrift: ANNO D[…]M[…]I M CC LXXX VIII I[…] DIE […] VRBAN[…]TISSA DE […]KINGE.

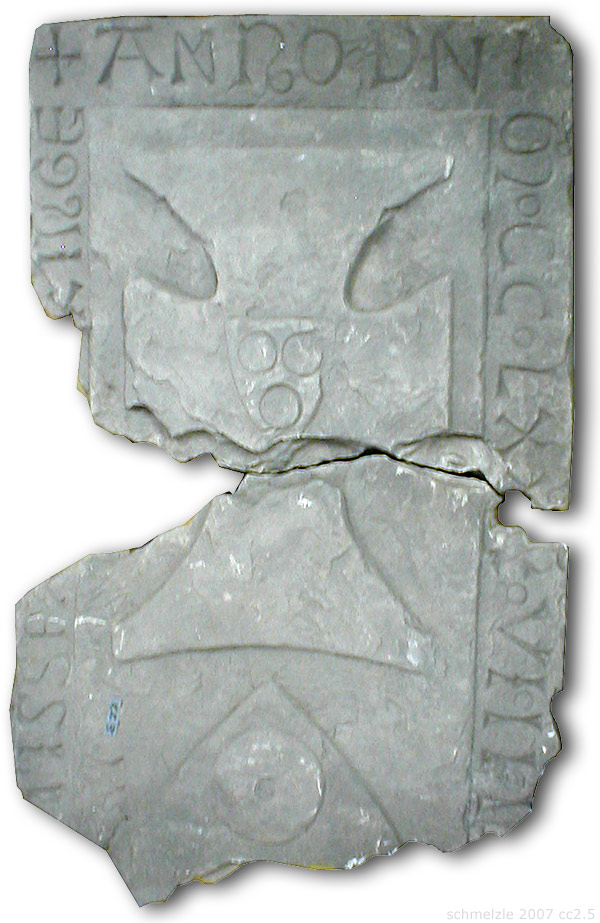
Grabplatte von 1288 mit Wappen derer von Böckingen

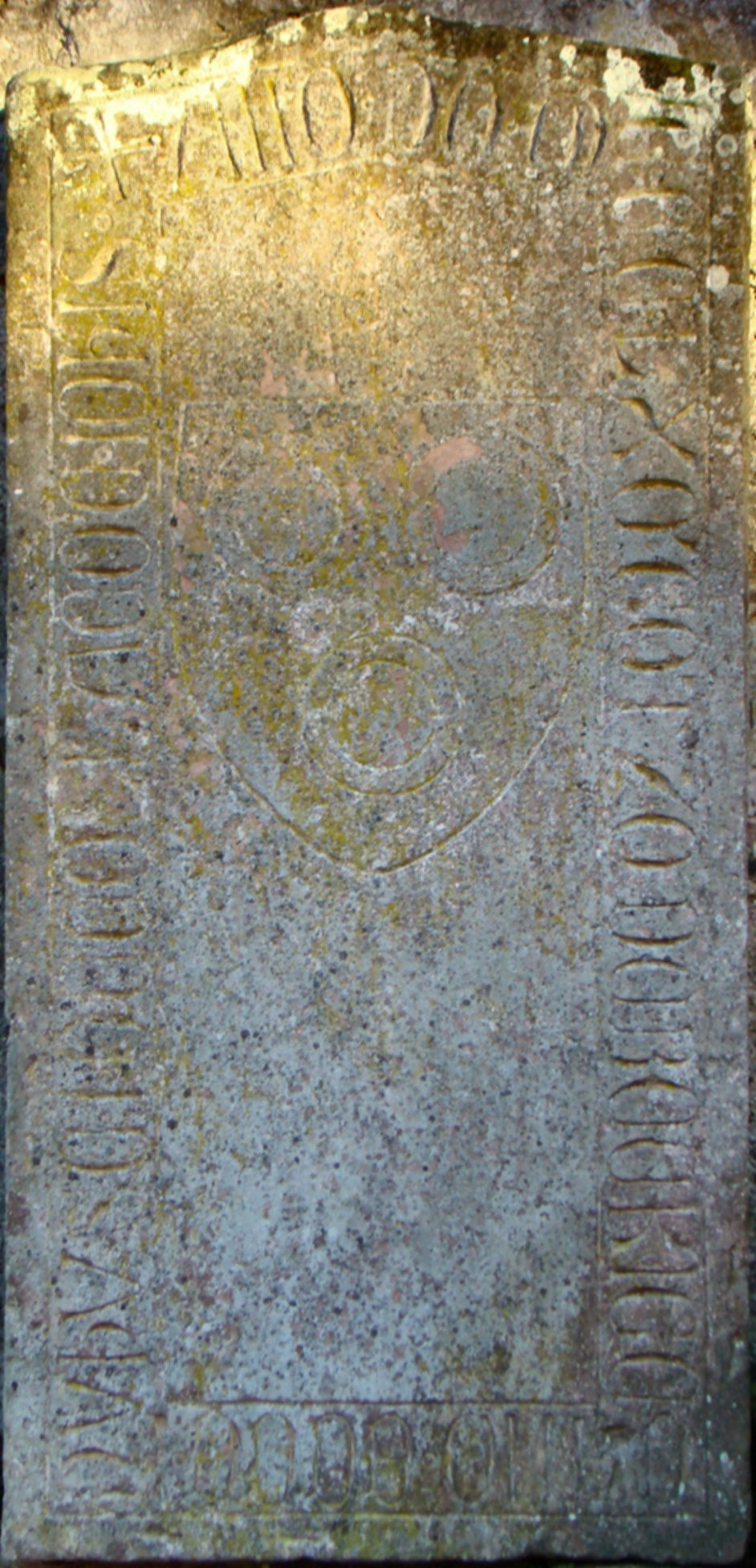
Grabstein des Kanonikers Gotzo von Beckingen († 1360) bei der Ersheimer Kapelle

| N.N. (* ?; † ?) ⚭ N.N. (* ?; † ?)                                   |
| Konrad I.(* 1279; † 1295)                                           |
| Heinrich I. (1283 erwähnt)                                          |
| Konrad I. (* 1279; † 1295) ⚭ N.N. († 1288)                          |
| Konrad II. (1297 erwähnt)                                           |
| Heinrich I. (1283) ⚭ Margarethe (* ?; † ?)                          |
| Heinrich II. (* 1310; † 1334)                                       |
| Adelhem (* ?; † 1310)                                               |
| Engelhard (1310 erwähnt)                                            |
| Adelhelm (* ?; † 1310) ⚭ Margarethe (1310 erwähnt)                  |
| Rudolf (1310 erwähnt)                                               |
| Götz (* 1310; † 1331)                                               |
| Johann I. (1310 erwähnt)                                            |
| Adelhelm (* ?; † 1347)                                              |
| Adelhelm (* ?; † 1347) ⚭ Elisabeth (1347 erwähnt)                   |
| Kunz IV. (1347 erwähnt)                                             |
| Johannes III. (1347 erwähnt)                                        |
| Konrad II. (1297) ⚭ Gertrud von Remchingen (1297–1342)              |
| Johann II. (* 1333; † 1366)                                         |
| Konrad III. (* 1331; † 1333)                                        |
| Johann II. (* 1333; † 1366) ⚭ Hiltgart von Selbach (* 1334; † 1342) |
| Hans IV. (* 1371; † 1410)                                           |
| Kunz V. (1371 erwähnt)                                              |
| Kunz V. (1371) ⚭ N.N. (* ?; † ?)                                    |
| Hans VI. (1424 erwähnt)                                             |
| Hans IV. (* 1371; † 1410) ⚭ N.N. (* ?; † ?)                         |
| Hans V. (* 1424; † 1462)                                            |
| Konrad VI. (* 1431; † 1459)                                         |
| Berthold (* 1452; † 1459)                                           |
| Konrad VI. (* 1431; † 1459) ⚭ N.N. (* ?; † ?)                       |
| Konrad VII. (* 1459; † 1467)                                        |
| Die Rosenbergerin (1458 erwähnt)                                    |
| Elisabeth von Böckingen (1454) ⚭ Klaus Renner (* ?; † ?)            |
| Margarete Renner (* 1475; † 1535)                                   |
| Konrad VII. (1459 erwähnt) ⚭ Guettlin (1459 erwähnt)                |
| Konrad VIII. (1462 erwähnt)                                         |
| Hans VII. (* 1467; † 1474)                                          |
| Konrad VIII. (1462) ⚭ N.N. (* ?; † ?)                               |
| Margaretha (* 1491; † 1513)                                         |
| Eberhard I. (* 1484; † 1526)                                        |
| Margaretha (* 1491; † 1513) ⚭ Konrad von Riedern (* ?; † ?)         |
| Eberhard I. (* 1484; † 1526) ⚭ N.N. (* ?; † ?)                      |
| Eberhard II. (* 1526; † 1550)                                       |
| Eberhard II. (* 1526; † 1550) ⚭ N.N. (* ?; † ?)                     |
| Agatha (* 1551; † 1568)                                             |
| Agatha (* 1551; † 1568) ⚭ Georg Christoph vom Holz (* ?; † ?)       |

## Wappen
Blasonierung: In Gold drei (2:1) schwarze Ringe. Auf dem Helm zwei (golden, rot) Büffelhörner. Die Helmdecken sind wohl rot-golden.
Aufgrund der Wappenähnlichkeit mit den Herren von Neipperg und den Edelknechten von Fürfeld werden verwandtschaftliche Beziehungen mit diesen vermutet.